# Slowakische Badmintonmeisterschaft 2024
Die Slowakische Badmintonmeisterschaft 2024 war die 30. Auflage der Titelkämpfe im Badminton in der Slowakei. Sie fand vom 13. bis zum 15. Dezember 2024 in Kežmarok statt.

## Medaillengewinner
| Disziplin    | Gold                              | Silber                           | Bronze                            |
| ------------ | --------------------------------- | -------------------------------- | --------------------------------- |
| Herreneinzel | Milan Dratva                      | Andrej Antoška                   | Sebastián Kadlec                  |
| Herreneinzel | Milan Dratva                      | Andrej Antoška                   | Andrej Suchý                      |
| Dameneinzel  | Natália Tomčová                   | Alžbeta Peruňská                 | Johanka Ivanovičová               |
| Dameneinzel  | Natália Tomčová                   | Alžbeta Peruňská                 | Lea Výbochová                     |
| Herrendoppel | Andrej Antoška Jakub Horák        | Andrej Suchý Simeon Suchý        | Dominik András Matúš Poláček      |
| Herrendoppel | Andrej Antoška Jakub Horák        | Andrej Suchý Simeon Suchý        | Milan Dratva Tomáš Dratva         |
| Damendoppel  | Johanka Ivanovičová Lea Výbochová | Ivana Kuchárová Zuzana Rajdugová | Angelika Burcin Katarína Kašelová |
| Damendoppel  | Johanka Ivanovičová Lea Výbochová | Ivana Kuchárová Zuzana Rajdugová | Vanessa Osadská Eva Sárená        |
| Mixed        | Andrej Suchý Johanka Ivanovičová  | Lukáš Klačanský Zuzana Rajdugová | Peter Huppert Ivana Kuchárová     |
| Mixed        | Andrej Suchý Johanka Ivanovičová  | Lukáš Klačanský Zuzana Rajdugová | Andrej Antoška Lucia Vašatová     |